# Municipio de Monon
El municipio de Monon (en inglés: Monon Township) es un municipio ubicado en el condado de White en el estado estadounidense de Indiana. En el año 2010 tenía una población de 3282 habitantes y una densidad poblacional de 19,82 personas por km².

## Geografía
El municipio de Monon se encuentra ubicado en las coordenadas 40°52′34″N 86°52′41″O / 40.87611, -86.87806. Según la Oficina del Censo de los Estados Unidos, el municipio tiene una superficie total de 165.6 km², de la cual 164,26 km² corresponden a tierra firme y (0,81 %) 1,33 km² es agua.

## Demografía
Según el censo de 2010, había 3282 personas residiendo en el municipio de Monon. La densidad de población era de 19,82 hab./km². De los 3282 habitantes, el municipio de Monon estaba compuesto por el 85,56 % blancos, el 0,43 % eran afroamericanos, el 0,4 % eran amerindios, el 0,09 % eran asiáticos, el 11,61 % eran de otras razas y el 1,92 % eran de una mezcla de razas. Del total de la población el 17,82 % eran hispanos o latinos de cualquier raza.